# Eurimages
EURIMAGES ist ein Filmförderungsfonds des Europarates. Er unterstützt europaweit die Herstellung von Spiel- und Dokumentarfilmen sowie Zeichentrickfilmen, die als Koproduktionen zwischen mindestens zwei Mitgliedstaaten für eine Kinoauswertung bestimmt sind. Tätig wird diese gemeinnützige Organisation außerdem manchmal beim subventionierten Verleih von europäischen Kinofilmen ins Ausland, soweit nicht das MEDIA-Programm der Europäischen Union Vorrang hat.

## Strukturen
Rechtliche Basis von EURIMAGES ist die "Resolution (88)15 setting up a European support fund for the co-production and distribution of creative cinematographic and audiovisual works ("EURIMAGES")" aus dem Jahr 1988. Es handelt sich um ein sogenanntes Teilabkommen im Rahmen des Europarates.
Die Fördergelder fließen in Form „bedingt rückzahlbarer Darlehen“. Die Rückzahlungsverpflichtung beginnt erst mit Eintritt der Kinoauswertung des Films. Die Abzahlung erfolgt entsprechend den Anteilen der beteiligten Produzenten aus den Netto-Produzentenerlösen.
EURIMAGES hat 37 Mitgliedstaaten:
Albanien, Belgien, Bosnien-Herzegowina, Bulgarien, Dänemark, Deutschland, Estland, Finnland, Frankreich, Griechenland, Irland, Island, Italien, Kroatien, Lettland, Litauen, Luxemburg, Niederlande, Norwegen, Österreich, Polen, Portugal, Rumänien, Schweden, Schweiz, Serbien, Slowakei, Slowenien, Spanien, Tschechische Republik, Türkei, Ungarn, Zypern und Mazedonien.

## Förderumfang
Der Vorstand hat bei seinem 90. Treffen vom 28. bis 30. Juni 2004 in Dubrovnik entschieden, 12 Spielfilme mit insgesamt 4.645.000 Euro zu fördern. Seit seiner Gründung hat der Filmförderungsfonds des Europarats 1501 europäische Koproduktionen mit insgesamt 455 Millionen Euro gefördert. Dazu gehört einer der größten europäischen Filme – ohne amerikanische Beteiligung –, der Thriller Black Book des niederländischen Regisseurs Paul Verhoeven mit einem Budget von über 17 Millionen Euro.